# Katharina Reiss
Katharina Reiß (también se escribe Reiss) (Rheinhausen, 17 de abril de 1923 - Munich, 16 de abril de 2018), lingüista y traductóloga alemana, y profesora de la Universidad de Heidelberg
Fue una firme defensora de la teoría del escopo. Sostiene que hay diferentes tipologías de textos (informativo, expresivo, operativo y audiomediático) y que para cada una de ellas corresponde aplicar métodos de traducción específicos. También menciona criterios de evaluación para esas diferentes tipologías.
Fue profesora del Departamento de Español del Instituto de traducción simultánea ("Dolmetscher-Institut") de la Universidad de Heidelberg entre 1944 y 1970. Compaginó su labor docente, entre 1951 y 1954, con el estudio de la Filología, doctorándose en 1954 por una obra sobre el autor y periodista español Leopoldo Alas (también conocido como "Clarín”).
Entre 1965 y 1970 dirigió el departamento de español del instituto antes de trasladarse a Würzburg, donde en 1971 asumió el cargo de Directora Académica del Seminario de Lenguas Romances.  Reiss recibió la habilitación de la Universidad de Maguncia por sus trabajos de investigación y desarrollo sobre los llamados "tipos de texto operativos" ("zum operativen Texttyp"). Un año más tarde, aceptó un contrato como profesora de traducción en el campus de Germersheim, cerca de la frontera con Alsacia. Ya en 1967, al menos, había impartido conferencias sobre su especialidad en conferencias académicas y actos similares en varias universidades alemanas. Más tarde, durante el semestre de invierno de 1994/95, Reiss fue profesora invitada en Viena, donde presentó una serie de conferencias para la formación en traducción e interpretación simultánea.
Katharina Reiss falleció el 16 de abril de 2018, un día antes de cumplir 95 años., Su exalumna Christiane Nord contribuyó con un agradecimiento en el que describía a Reiss como "una profesora estricta pero justa, con un sentido del humor muy sutil".

## Obras
Con casi 90  publicaciones y conferencias en más de 20 países, Katharina Reiss puede  considerarse una de las principales estudiosas contemporáneas de las Ciencias  de la Traducción. Es ampliamente identificada como la cofundadora, junto  con Hans Vermeer, de la llamada teoría Skopos de la traducción.,
Con el fin de  establecer una estructura terminológica estándar para las Ciencias de la  Traducción, en su disertación de habilitación propuso clasificar cada  texto a traducir ("El texto operativo") en uno de cuatro tipos de  texto. Extrapolando el modelo de Organon de Karl Bühler, los textos deben  diferenciarse según sus respectivas funciones, que ella define como  "informativas", "expresivas" u "operativas".  Propone un cuarto tipo: "audio-medial", que engloba los textos que  comunican utilizando no solo el lenguaje, sino también algún otro método de  comunicación como el acústico, el gráfico u otro técnico.
- Möglichkeiten und Grenzen der Übersetzungskritik. Múnich, Hueber, 1971.
- Fundamentos para una teoría funcional de la traducción, Akal 1996, con Hans Vermeer (Grundlegung einer allgemeinen Translationstheorie)
- Traducción de Miseria y esplendor de la traducción, de José Ortega y Gasset.